# Horacio Aguirre Legarreta
Horacio Aguirre Legarreta, (n. Buenos Aires; 20 de octubre de 1914- f. ibíd., 24 de octubre de 1995) fue un político y médico argentino, perteneciente al Partido Demócrata Nacional. Primer gobernador interventor civil de la provincia de San Luis, después del Golpe de Estado, llamada la Revolución Libertadora. Su periodo de gobierno fue desde el 15 de mayo al 3 de octubre de 1956. Por otro lado, el presidente de facto Juan Carlos Onganía lo designó como embajador argentino en Francia.

## Biografía
Legarreta realizó sus estudios en la Universidad Nacional de Buenos Aires, luego doctorándose como médico. Se casó el 23 de diciembre de 1939 con Justa Sara Cané Bustillo, con quien tuvo dos hijas: Justa Aguirre Legarreta Cané y Mercedes Aguirre Legarreta Cané.
De raíces conservadoras y aliado a las juntas militares para proscribir al peronismo. Participó junto con los militares de facto de la alianza cívica-militar: la "Revolución Libertadora" el 16 de septiembre de 1955, para derrocar al presidente Juan Domingo Perón, quien abandonó el país exiliándose en Paraguay. El general de división Eduardo Lonardi, líder de la sublevación, asumió el poder el 23 de septiembre de 1955 y fue sustituido el 13 de noviembre de ese mismo año por el teniente general Pedro Eugenio Aramburu mediante un golpe palaciego. Ambos gobernaron como autoridades supremas del país, atribuyéndose el título de Presidente de la Nación. Este golpe militar clausuró el Congreso Nacional, depuso a los miembros de la Corte Suprema y todos los gobiernos provinciales. La provincia de San Luis, gobernada por peronistas, fue intervenida de inmediato por el general Carlos Manuel Trogliero, deponiendo al gobernador constitucional Víctor Endeiza, que fue encarcelado y enjuiciado como todos los funcionarios peronistas. Disolvió la legislatura puntana e intervino el Poder judicial, como también derogó todas las leyes dictadas por el peronismo; además prohibió todas las imágenes, retratos, literatura, y nombrar al peronismo, penado por decreto. Una vez controlada la provincia entregó el mando al general Julio Roullier, éste continuó con la política emanada por la Revolución Libertadora, pero enfatizó su accionar a perseguir a los comunistas y a quienes simpatizaban con el comunismo. En junio de 1956 año se produjeron distintos levantamientos contra el gobierno militar, pero éstos fueron frustrados por la acción represiva y violenta del gobierno. El gobierno militar anunció un decreto mediante el cual se eliminaban los cambios producidos en la reforma de la Constitución Nacional en el año 1949; es decir, quedaban anulados los derechos de los trabajadores y el artículo que permitía la reelección presidencial. El gobierno de facto tomó el control de todos los medios de comunicación del país y la provincia, donde tergiversaron la información para mostrar otra realidad que se vivía en el país.
El 15 de mayo de 1956 Horacio Legarreta fue designado interventor en la provincia de San Luis reemplazando a Julio Roullier.

## Gobierno
Durante su breve periodo en el gobierno puntano, Legarreta, trato de apaciguar las huelgas sociales, logrando retener algunas con éxito. Mejoró los accesos de las ciudades puntanas, mandó construir el famoso Puente Blanco, para que los automóviles no tuvieran que cruzar por el ferrocarril General San Martín y así prevenir accidentes. Se inició la licitación para la realización de un Parque en la Capital. La Junta Militar decide hacer un nuevo cambió de rumbo para la provincia de San Luis trrmplazando a Legarreta por Roque Roberto Repetto.